# 楊宗範
楊宗範（1984年11月12日—）為台灣的棒球選手之一，曾經效力於中華職棒兄弟象隊，守備位置為外野手。2009年球季結束，因涉及打假球案遭到終身禁賽。

## 基本資料
- 出生日期：1984年11月12日
- 身高體重：183公分、75公斤
- 守備位置：外野手
- 出生地點： 中華民國臺北縣（今新北市）

## 經歷
- 臺北縣興穀國小少棒隊
- 臺北縣三重國中青少棒隊
- 臺北縣穀保家商青棒隊
- 文化大學棒球隊（美孚巨人）
- 中華職棒兄弟象隊代訓球員（2008年－2008年10月14日）
- 中華職棒兄弟象隊（2008年10月14日－2009年11月）

## 個人年表
- 2001年泛太平洋盃青少棒賽
- 2005年全國運動會棒球賽台北縣代表隊
- 2005年第七屆梅花旗全國大學棒球錦標賽文化大學代表隊
- 2007年全國運動會棒球賽台北縣代表隊

## 職棒成績
| 年度   | 球隊   | 出賽 | 打數 | 安打 | 全壘打 | 打點 | 盜壘 | 四死 | 三振 | 壘打數 | 雙殺打 | 打擊率 |
| ------ | ------ | ---- | ---- | ---- | ------ | ---- | ---- | ---- | ---- | ------ | ------ | ------ |
| 2009年 | 兄弟象 | 78   | 177  | 34   | 1      | 21   | 1    | 14   | 48   | 49     | 6      | 0.192  |
| 合計   | 1年    | 78   | 177  | 34   | 1      | 21   | 1    | 14   | 48   | 49     | 6      | 0.192  |

## 特殊事蹟
- 2002年－神腦國際盃最佳右外野手獎

## 外部連結
- 楊宗範在台灣棒球維基館上的頁面（繁體中文）
- 球員資訊和成績在中華職棒官網（中文）